# Артур Міен
Артур Міен (англ. Arthur Meighen; *16 червня 1874, Андерсон, Онтаріо  — †5 серпня 1960, Торонто, Онтаріо) — канадський адвокат і дев'ятий прем'єр-міністр Канади.

## Вшанування пам'яті
- На честь Міена був названий один з острів — в Канадському Арктичному архіпелазі.